# 特拉迪略斯德埃斯格瓦
特拉迪略斯德埃斯格瓦，是西班牙卡斯蒂利亚-莱昂布尔戈斯省的一个市镇。总面积14平方公里，总人口128人（2001年），人口密度9人/平方公里。